# Helen Schwenken
Helen Schwenken (1972) è una sociologa tedesca, docente e ricercatrice dell'Università di Osnabrück.

## Biografia
Helen Schwenken si laureò in scienze sociali all'Università della Ruhr a Bochum nel 1999 e conseguì il dottorato all'Università di Kassel nel 2005. Fu assistente ricercatrice dal 2001 al 2011 e professore junior dal 2011 al 2014. In precedenza, nel 2011 fu per quattro mesi professore ospite di scienze politiche presso la Rutgers University, negli Stati Uniti. Nell'ottobre 2014 divenne docente di sociologia (di livello W 3) presso l'Università di Osnabrück. 
I suoi principali interessi di ricerca sono: migrazioni, studi di genere, i nuovi movimenti sociali e studio della generazione di conoscenza. Dal gennaio 2021 ha diretto l'Istituto per la ricerca sulle migrazioni e gli studi interculturali (IMIS) dello stesso ateneo.

## Pubblicazioni (selezionate)
- Globale Migration zur Einführung. Junius, Hamburg 2018, ISBN 978-3-88506-805-1.
- in collaborazione con Joscha Wullweber: Globalisierung analysieren, kritisieren und verändern. Das Projekt Kritische Wissenschaft. Christoph Scherrer zum 60. Geburtstag. VSA, Hamburg 2016, ISBN 978-3-89965-724-1.
- in collaborazione con Lisa-Marie Heimeshoff, Sabine Hess, Stefanie Kron und Miriam Trzeciak: Grenzregime. II. Migration – Kontrolle – Wissen. Transnationale Perspektiven. Assoziation A, Berlin u. a. 2014, ISBN 978-3-86241-432-1.
- in collaborazione con Gülay Çaglar und María do Mar Castro Varela: Geschlecht – Macht – Klima. Feministische Perspektiven auf Klima, gesellschaftliche Naturverhältnisse und Gerechtigkeit. Budrich, Opladen/Berlin/Toronto 2012, ISBN 978-3-86649-330-8.
- Rechtlos, aber nicht ohne Stimme. Politische Mobilisierungen um irreguläre Migration in die Europäische Union. Transcript, Bielefeld 2006, ISBN 978-3-89942-516-1 (che è anche una dissertazone, Universität Kassel 2005).